# Râul Crișoaia
Râul Crișoara este un curs de apă, afluent al râului Vața. 

## Hărți
- Harta județului Hunedoara
- Harta munții Apuseni
- Harta munții Bihor